# Thymus alfredae
{{#ifeq:0|0|{{#if:|{{#if:Thymusalfredae|[[]}}|}}}}
Thymus alfredae — вид рослин родини глухокропивові (Lamiaceae), поширений у Лівані та Сирії.

## Поширення
Поширений у Лівані та Сирії.